# Pigeon ramier de Madère
Columba palumbus maderensis · Palombe
Sous-espèce
Répartition géographique
Statut de conservation UICN

 EX : Éteint
Le Pigeon ramier de Madère (Columba palumbus maderensis) est une sous-espèce éteinte du pigeon ramier (Columba palumbus) endémique de Madère (Portugal).
L’ornithologue allemand Ernst Johann Schmitz a vécu sur l’île de Madère de 1896 à 1906, à une époque où le pigeon ramier de Madère était déjà rare. Malgré de grands efforts, Schmitz n’a réussi à collecter que quelques spécimens et œufs. En mai 1924, aucun pigeon ramier de Madère n’a été trouvé, et aucun n’a été vu plus tard, pas même par les chasseurs de pigeons locaux. Cette sous-espèce est très probablement éteinte aujourd’hui.

## Description
Le pigeon ramier de Madère ressemblait beaucoup au pigeon ramier d’Europe continentale, mais son plumage était un peu plus foncé surtout sur les parties supérieures et sous les couvertures alaires. Le rose vineux de la poitrine était plus étendu.

## Répartition
Cette sous-espèce endémique de l'île de Madère vivait dans la Laurisylve.

## Classification
Le nom valide complet (avec auteur) de ce taxon est Columba palumbus maderensis Tschusi, 1904.